# 87-й истребительный авиационный полк
87-й истребительный авиационный полк (87-й иап) — воинская часть Военно-воздушных сил (ВВС) Вооружённых Сил РККА, принимавшая участие в боевых действиях Великой Отечественной войны.

## Наименования полка
За весь период своего существования полк своё наименование не менял:
- 87-й истребительный авиационный полк

## Создание полка
87-й истребительный авиационный полк начал сформирован 22 марта 1940 года в Киевском Особом военном округе на аэродроме Бучач в составе 4-х эскадрилий на самолётах И-16. Вошёл в состав 38-й истребительной авиабригады ВВС КОВО.
| И-15 бис | И-153 | И-16 |

## Расформирование полка
87-й истребительный авиационный полк 05 августа 1941 года исключён из действующей армии и расформирован в составе ВВС Юго-Западного фронта.

## В действующей армии
В составе действующей армии:
- с 22 июня 1941 года по 5 августа 1941 года.

## Командиры полка
- майор Сульдин Иван Степанович[4].

## В составе соединений и объединений
| Период        | Фронт (округ)                 | армия      | корпус        | дивизия                                 | примечание                          |
| ------------- | ----------------------------- | ---------- | ------------- | --------------------------------------- | ----------------------------------- |
| 22.03.1940 г. | Киевский особый военный округ | ВВС округа |               | 38-я истребительная авиационная бригада | Бучач (Тернопольская область), И-16 |
| 28.06.1940 г. | Южный фронт                   | 5-я армия  | ВВС 5-й армии | 38-я истребительная авиационная бригада | Освобождение Бессарабии, И-16       |
| 10.07.1940 г. | Киевский особый военный округ | 5-я армия  | ВВС 5-й армии | 38-я истребительная авиационная бригада | Бучач (Тернопольская область), И-16 |
| 01.08.1940 г. | Киевский особый военный округ | ВВС округа |               | 16-я смешанная авиационная дивизия      | Бучач (Тернопольская область), И-16 |
| 22.06.1941 г. | Юго-Западный фронт            | ВВС фронта |               | 16-я смешанная авиационная дивизия      | имел в составе 60 И-16 и 4 МиГ-3    |
| 05.08.1941 г. | Юго-Западный фронт            | ВВС фронта |               | 16-я смешанная авиационная дивизия      | расформирован                       |

## Участие в операциях и битвах
Освобождение Бессарабии (1940)
 Великая Отечественная война (1941—1941):
- Приграничные сражения — с 22 июня 1941 года по 29 июня 1941 года.
- Киевская операция — с 7 июля 1941 года по 26 сентября 1941 года.

## Отличившиеся воины
- Карнач Степан Андреевич, лётчик полка, Указом Президиума Верховного Совета СССР удостоен звания Героя Советского Союза будучи штурманом 247-го истребительного авиационного полка 203-й истребительной авиационной дивизии 1-го штурмового авиационного корпуса 5-й воздушной армии Указом Президиума Верховного Совета СССР 4 февраля 1944 года удостоен звания Герой Советского Союза. Золотая Звезда № 1463
- Кондратюк Александр Александрович, лётчик полка, Указом Президиума Верховного Совета СССР удостоен звания Героя Советского Союза будучи заместителем командира эскадрильи 5-го гвардейского истребительного авиационного полка 11-й гвардейской истребительной авиационной дивизии Указом Президиума Верховного Совета СССР 5 мая 1942 года удостоен звания Героя Советского Союза. Золотая Звезда № 567
- Котов Александр Григорьевич, лётчик полка, Указом Президиума Верховного Совета СССР удостоен звания Героя Советского Союза будучи заместителем командира эскадрильи 32-го гвардейского истребительного авиационного полка 210-й истребительной авиационной дивизии 1-го истребительного авиационного корпуса 3-й Воздушной армии 22 февраля 1943 года удостоен звания Герой Советского Союза. Золотая Звезда № 813
- Орехов Владимир Александрович, лётчик полка, Указом Президиума Верховного Совета СССР удостоен звания Героя Советского Союза будучи командиром звена 32-го гвардейского истребительного авиационного полка 210-й истребительной авиационной дивизии 1-го истребительного авиационного корпуса 3-й Воздушной армии 01 мая 1943 года удостоен звания Герой Советского Союза. Золотая Звезда № 926
- Сырцов Дмитрий Дмитриевич, лётчик полка, Указом Президиума Верховного Совета СССР удостоен звания Героя Советского Союза будучи заместителем командира 866-го истребительного авиационного полка 288-й истребительной авиационной дивизии 17-й воздушной армии Указом Президиума Верховного Совета СССР от 18 августа 1945 года удостоен звания Герой Советского Союза. Золотая Звезда № 8084.

## Лётчики-асы полка
| Фамилия, имя отчество             | Награды | Сбито самолётов (+)    | Примечание |
| --------------------------------- | ------- | ---------------------- | --- |
| Голубничий Фёдор Фёдорович        |         | 7 + 5                  | Боевых вылетов: 329, лётчик полка                                                                               |
| Грошев Александр Ефремович        |         | 6 + 9                  | Боевых вылетов: более 500; воздушных боёв: около 140                                                            |
| Карнач Степан Андреевич           |         | 14 + 1                 | Боевых вылетов: 346; воздушных боёв: 84                                                                         |
| Кондратюк Александр Александрович |         | 8 + 0                  | Боевых вылетов: 337; воздушных боёв: 63                                                                         |
| Котов Александр Григорьевич       |         | 11 + 4                 | Боевых вылетов: 250; воздушных боёв: 88. Тяжело ранен во время рыбалки в марте 1943 г., списан с лётной работы. |
| Михалюк Порфирий Афанасьевич      |         | 9 + 3 (+ 1 аэростат)   | Боевых вылетов: 272; воздушных боёв: 72                                                                         |
| Орехов Владимир Александрович     |         | 19 + 3 (+ 2 аэростата) | Боевых вылетов: 420; воздушных боёв: 102                                                                        |
| Сырцов Дмитрий Дмитриевич         |         | 15 + 0                 | Боевых вылетов: 350 [~]                                                                                         |
| Щиров Сергей Сергеевич            |         | 18 + 4                 | Боевых вылетов: 348; воздушных боёв: 70                                                                         |

## Итоги боевой деятельности полка
Итоговые сведения о результатах боевой работы полка в документах архивов МО РФ не найдены (в то же время по обрывочным данным из документов штаба 16 сад известно, что полком в первые дни войны одержано не менее 10 воздушных побед).

## Самолёты на вооружении
| Период      | Самолёты |
| ----------- | -------- |
| 1940 — 1941 | И-15бис  |
| 1940 — 1941 | И-16     |
| 1940 — 1941 | И-153    |
| 1940 — 1941 | МиГ-3    |

## Базирование
| Период            | Аэродром                      |
| ----------------- | ----------------------------- |
| 1940 — 22.06.1941 | Бучач (Тернопольская область) |